# كاتسوهيكو هنادا
كاتسوهيكو هنادا (باليابانية: 花田勝彦؛ بالكانا: はなだ かつひこ) هو منافس ألعاب قوى ياباني، ولد في 12 يونيو 1971.

## وصلات خارجية
- كاتسوهيكو هنادا على موقع الاتحاد الدولي لألعاب القوى (الإنجليزية)
- كاتسوهيكو هنادا على موقع أوليمبيديا (الإنجليزية)